# محوطه شمس‌آباد ۱۳
محوطه شمس‌آباد ۱۳ مربوط به دوران پیش از تاریخ ایران باستان است و در شهرستان ایرانشهر، بخش بمپور، دهستان بمپور غربی، روستای شمس‌آباد، ۱۲۰۰ متری شمال شرقی روستای شمس‌آباد واقع شده و این اثر در تاریخ ۲۶ اسفند ۱۳۸۷ با شمارهٔ ثبت ۲۵۸۸۰ به‌عنوان یکی از آثار ملی ایران به ثبت رسیده است.